# ISOCARP
International Society of City and Regional Planners (ISOCARP) je mezinárodní sdružení lidí, kteří pracují v urbanismu. Vzniklo v roce 1965. V současné době má členy z více než 80 zemí. ISOCARP je oficiálně uznán OSN a Radou Evropy. Spolupracuje s UNESCO. Není pod kontrolou jakékoliv vlády.